# Martin Loiperdinger
Martin Loiperdinger (* 9. Oktober 1952 in München) ist deutscher Filmwissenschaftler und emeritierter Professor für Audiovisuelle Medien an der Universität Trier. Sein Lehrgebiet ist die Filmwissenschaft und Filmgeschichte. Forschungsschwerpunkte sind die Frühgeschichte des Kinos, der Frühe Film, Projektionsmedien um 1900 sowie der dokumentarische Film.
Ab 1972 studierte er Politikwissenschaft, Germanistik und Philosophie in München und Frankfurt am Main. 1985 promovierte er mit einer unkritischen Arbeit über den NS-Propagandafilm Triumph des Willens von Leni Riefenstahl.
Von 1993 bis 1997 war er stellvertretender Leiter des Deutschen Filminstituts. Für das Fernsehen produzierte er mehrere Features über filmgeschichtliche Themen. Er war Mitherausgeber der seit 1992 erscheinenden Fachzeitschrift KINtop und ist Mitherausgeber der Reihen KINtop-Schriften und KINtop Studies in Early Cinema.

## Publikationen (Auswahl)
- Martin Loiperdinger, Uli Jung (Hrsg.): Importing Asta Nielsen: The International Film Star in the Making 1910 -1914. KINtop Studies in Early Cinema, vol. 2. John Libbey Publishing: New Barnet (GB) 2013.
- Andrea Haller, Martin Loiperdinger, Heide Schlüpmann (Hrsg.): Emilie Altenloh: Zur Soziologie des Kino. Die Kino-Unternehmung und die sozialen Schichten ihrer Besucher. New edition. (= KINtop Schriften, 9). Stroemfeld, Frankfurt am Main/Basel 2012.
- Martin Loiperdinger (ed): Early Cinema Today: The Art of Programming and Live Performance. KINtop Studies in Early Cinema, vol. 1. John Libbey Publishing: New Barnet (GB).
- Martin Loiperdinger (ed): Travelling Cinema in Europe. Sources and Perspectives. (KINtop Schriften. 10.) Stroemfeld: Frankfurt am Main, Basel 2008.
- Uli Jung, Martin Loiperdinger (Hrsg.): Geschichte des dokumentarischen Films in Deutschland. Band 1: Kaiserreich 1895-1918. Reclam, Stuttgart 2005.
- Martin Loiperdinger (ed): Celluloid Goes Digital. Historical-Critical Editions of Films on DVD and the Internet. Proceedings of the First International Trier Conference on Film and New Media, October 2002. Filmgeschichte International. Schriftenreihe der Cinémathèque Municipale de Luxembourg, Band 12. Wissenschaftlicher Verlag, Trier 2003.
- Martin Loiperdinger: Film & Schokolade. Stollwercks Geschäfte mit lebenden Bildern. (KINtop Schriften. 4.) Stroemfeld, Basel/Frankfurt am Main 1999.
- Martin Loiperdinger (Hrsg.): Special-Catalog No. 32 über Projections- und Aufnahme-Apparate für lebende Photographie, Films, Graphophons, Nebelbilder-Apparate, Scheinwerfer etc. der Fabrik für optisch-mechanische Präcisions-Instrumente von Ed. Messter, Berlin 1898. Reprint. (KINtop Schriften. 3.) Stroemfeld: Basel, Frankfurt am Main 1995.
- Martin Loiperdinger (Hrsg.): Oskar Messter – Filmpionier der Kaiserzeit. (KINtop Schriften. 2.)  Stroemfeld,  Basel/Frankfurt am Main 1994.
- Frank Kessler, Sabine Lenk, Martin Loiperdinger (Hrsg.): KINtop. Jahrbuch zur Erforschung des frühen Films. KINtop 3: Oskar Messter – Erfinder und Geschäftsmann.  Stroemfeld, Basel/Frankfurt am Main 1994.

## DVDs
- Screening the Poor 1888-1914 (2011)
- Julius Pinschewer – Klassiker des Werbefilms (2011)
- Crazy Cinématographe 1896-1916 (2007)